# 龙岩专区
龙岩专区，中华人民共和国福建省已撤销的行政区，在今福建省西南部。1949年，置第八专区，专员公署驻龙岩县（今龙岩市新罗区）。辖龙岩、漳平、永定、上杭、武平、长汀、连城7县。
1950年，第八专区改称龙岩专区。
1956年，原永安专区所属永安、宁化、清流、宁洋4县划入龙岩专区。同年，撤销宁洋县，并入漳平、永安、龙岩3县。专区辖10县。
1959年2月，撤销宁化、清流2县，合并设立清宁县。1961年9月7日，撤销清宁县，复设清流、宁化2县。1962年，将永安、清流、宁化3县划归三明市。龙岩专区辖7县。
1971年，撤销龙岩专区，改置龙岩地区。
1997年5月1日，撤销龙岩地区并设立省辖地级龙岩市。